# إيملي كوك
إيملي كوك (بالإنجليزية: Emily Cook)‏ هي متزحلقة حرة أمريكية، ولدت في 1 يوليو 1979 في بيلمونت في الولايات المتحدة.

## وصلات خارجية
- إيملي كوك على موقع الاتحاد الدولي للتزلج (التزلج الحر) (الإنجليزية)
- إيملي كوك على موقع أوليمبيديا (الإنجليزية)